# Форт-Мітчелл (Кентуккі)
Форт-Мітчелл (англ. Fort Mitchell) — місто (англ. city) в США, в окрузі Кентон штату Кентуккі. Населення — 8702 особи (2020).

## Географія
Форт-Мітчелл розташований за координатами 39°2′47″ пн. ш. 84°33′21″ зх. д. / 39.04639° пн. ш. 84.55583° зх. д. (39.046438, -84.555934).  За даними Бюро перепису населення США в 2010 році місто мало площу 8,28 км², з яких 8,22 км² — суходіл та 0,05 км² — водойми.

## Демографія
Згідно з переписом 2010 року, у місті мешкало 8207 осіб у 3487 домогосподарствах у складі 2081 родини. Густота населення становила 992 особи/км².  Було 3746 помешкань (453/км²).
Расовий склад населення:
| - 92,4 % — білих - 2,5 % — азіатів - 2,4 % — чорних або афроамериканців - 0,1 % — корінних американців - 1,1 % — осіб інших рас |

До двох чи більше рас належало 1,3 %. Частка іспаномовних становила 2,8 % від усіх жителів.
За віковим діапазоном населення розподілялося таким чином: 25,3 % — особи молодші 18 років, 63,5 % — особи у віці 18—64 років, 11,2 % — особи у віці 65 років та старші. Медіана віку мешканця становила 36,1 року. На 100 осіб жіночої статі у місті припадало 95,5 чоловіків;  на 100 жінок у віці від 18 років та старших — 92,9 чоловіків також старших 18 років.
Середній дохід на одне домашнє господарство  становив 91 097 доларів США (медіана — 61 090), а середній дохід на одну сім'ю — 118 696 доларів (медіана — 83 468). Медіана доходів становила 51 706 доларів для чоловіків та 45 186 доларів для жінок. За межею бідності перебувало 7,8 % осіб, у тому числі 12,4 % дітей у віці до 18 років та 8,5 % осіб у віці 65 років та старших.
Цивільне працевлаштоване населення становило 4300 осіб. Основні галузі зайнятості: освіта, охорона здоров'я та соціальна допомога — 27,0 %, виробництво — 12,8 %, фінанси, страхування та нерухомість — 12,2 %.